# Militare

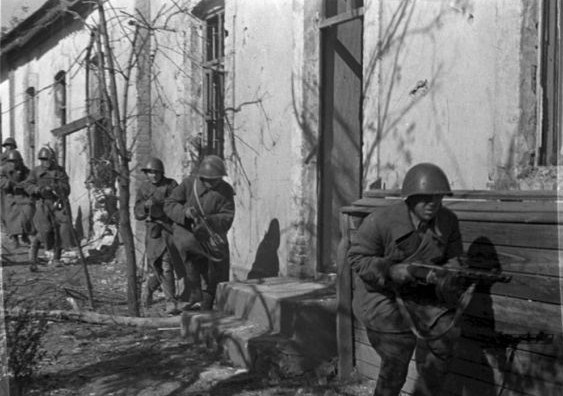
Truppe sovietiche in azione nella battaglia di Stalingrado

Il termine militare indica genericamente tutto ciò che è relativo alle forze armate o per estensione l'esercito effettivo di uno Stato, o con eventi bellici condotti da eserciti organizzati.
Il termine deriva dal latino miles, che significa «soldato».

## Uso del termine
Militari sono tutti coloro che appartengono a strutture delle forze armate, di norma gerarchicamente strutturati in gradi ripartiti in ufficiali, sottufficiali, graduati e truppa. In senso lato, il termine militare viene spesso usato per designare il militare di carriera che, diversamente dal coscritto (o militare di leva), a ferma temporanea, fa delle attività militari il proprio mestiere. L'aggettivo militare indica tutto ciò che viene gestito da o per conto delle forze armate, in contrapposizione a ciò che militare non è (civile). Ad esempio accademie militari, ospedali militari, tribunali militari, genio militare ed altro.

## Organizzazioni paramilitari
Molte organizzazioni che presentano affinità con il mondo militare, o per le finalità belliche, o per l'organizzazione rigidamente gerarchica, vengono definite paramilitari.
Ad esempio unità armate che non fanno parte delle forze armate regolari di un Paese (e che possono anche essere illegali), come l'IRA (Irish Republican Army) o l'ETA (Euskadi Ta Askatasuna), oppure organizzazioni pacifiche, ma con una struttura organizzativa che si richiama al mondo militare come l'Esercito della Salvezza (Salvation Army).